# Reforma serviana
La Reforma Serviana  s'atribueix a Servi Tul·li (578 - 535 aC) sisè rei de Roma. Va ser una profunda reforma socioeconòmica i militar que va afectar inicialment a l'organització de l'exèrcit i més tard a la de les assemblees populars.

## Exèrcit
A la monarquia primitiva predominava la cavalleria i el reclutament i l'organització de les unitats militars va tenir caràcter gentilici però això va canviar en introduir l'armament pesant, a partir de llavors la base fonamental seria la infanteria amb armament pesant, aquests soldats comencen a agrupar-se en unitats tàctiques, inicialment d'uns 80 homes (centúria), encara que va variar amb el temps. En canvi el nombre de soldats de cavalleria es va disminuir.
La reorganització es va dur a terme en una època en què l'estructura gentil estava debilitada i les diferències econòmiques cada vegada eren més acusades. Cada soldat havia de pagar les seves pròpies armes (excepte els de cavalleria per ser patricis amb el privilegi de no pagar) i la base de reclutament llavors seria la capacitat econòmica de la persona elegible que quedava determinada pel cens.

## Assemblees populars
Amb la reforma anterior els plebeus, una classe que estva creixent, alhora que tenien accés a l'exèrcit, també ho tenien a les assemblees, apareixent una nova assemblea popular: els "comicis Centuriats "de caràcter militar que se celebraven fora de la ciutat. Tractaven assumptes com la declaració d'hostilitats, tractats de pau, aliances, concessió de ciutadania i l'organització dels poders públics. Cal destacar que pel seu augment, els reis comencen a fer concessions a favor seu tot i que no van ser suficients per millorar el problema social (lluita de classes). Es va proposar l'esmentada divisió per fortuna, la qual cosa va implicar que el criteri per distribuir el poble seria la timocràcia. Es va crear el cens que se celebrava cada cinc anys en què havien d'inscriure els caps de família, anotant les persones del seu família i els seus béns. D'aquesta manera el poble quedarà distribuït en cinc classes, i cada una es subdividia en la meitat  iuniores  i l'altra meitat  seniores  segons la fortuna, en les que tot i les reformes que facilitar la participació en la vida ciutadana dels plebeus, l'hegemonia la van mantenir els patricis.

## Noves Tribus
Una altra característica de la reforma és la nova subdivisió de la societat en quatre tribus de nou encuny: la Palatina, la Esquilita, el Turó i la Suburana, les tres primeres a la zona del Septimontium i l'última en la Quirital. En el camp també hi haurà un altre va canviar, ja que estarà format per setze tribus. El nombre variarà amb el transcurs del temps fins a arribar a 35 l'any 241 aC